# Cristóbal Montoro

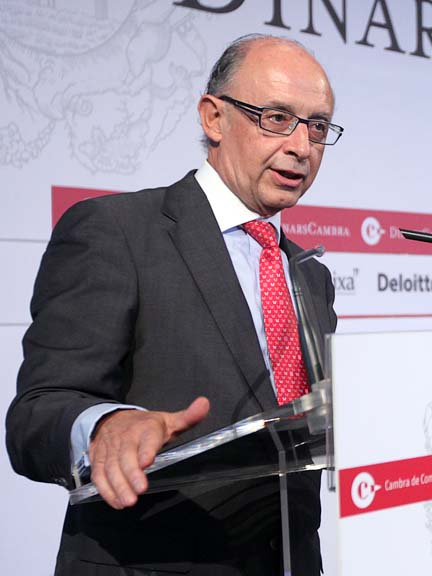
Cristóbal Montoro 2011

Cristóbal Ricardo Montoro Romero (* 28. Juli 1950 in Jaén) ist ein spanischer Politiker der Partido Popular und Wirtschaftswissenschaftler.

## Leben und Karriere
Montoro studierte Wirtschaftswissenschaft an der Universidad Autónoma de Madrid. 1973 erwarb er dort einen Abschluss, 1981 den Doktorgrad. Er arbeitete dort von 1973 bis 1982 als Dozent, zwischen 1982 und 1988 als Professor für öffentliche Finanzen. Ab 1989 war er Professor an der Universität Kantabrien.
Montoro war Abgeordneter im Congreso de los Diputados (1993 bis 2004, seit 2008). Zwischen 2004 und 2008 war er Mitglied des Europaparlaments.
Er war Staatssekretär im Wirtschaftsministerium (1996 bis 2000) und von 2000 bis 2004 spanischer Finanzminister. Am 21. Dezember 2011 wurde er erneut zum Finanzminister im Kabinett Rajoy ernannt.